# لوکاش روهان
لوکاش روهان (چکی: Lukáš Rohan؛ زادهٔ ۳۰ مه ۱۹۹۵) قایقران کانو اهل جمهوری چک است.
وی در مسابقات کشوری و بین‌المللی در مجموع برندهٔ ۳ مدال طلا، ۹ مدال نقره، ۵ مدال برنز شده‌است.